# Oren Patashnik
Oren Patashnik (* 1954) ist ein US-amerikanischer Informatiker. 
Patashnik studierte in Yale und Stanford. Bekannt wurde er durch seine Mitarbeit an BibTeX, außerdem schrieb er an Concrete Mathematics: A Foundation for Computer Science mit. Er ist Forscher am Center for Communications Research in La Jolla.
Oren Patashnik löste 1980 Qubic durch erschöpfendes Suchen vollständig. Er bewies, dass bei optimalem Spiel der Spieler, der den ersten Zug macht, stets gewinnt.